# Wärmefenster
Als Wärmefenster wird in der Brandbekämpfung eine bewusst in Kauf genommene geringere thermische Schutzwirkung bei Brandbekämpfungs-Schutzkleidung bezeichnet. Ziel soll sein, beim Vorgehen im Innenangriff hohe Temperaturen besser wahrnehmen zu können und somit die damit einhergehenden Gefahren (z. B. eines Flashovers) rechtzeitig erkennen zu können.
Diese vereinzelt immer wieder auftauchende Idee wird in der Fachliteratur abgelehnt. Unfälle mit schweren Brandverletzungen aus der jüngeren Vergangenheit sind in der Regel auf nicht ausreichende Schutzkleidung in Verbindung mit schneller Brandausbreitung zurückzuführen, weshalb der Begriff Wärmefenster auch als Hitzeschutzlücke bezeichnet wird. Zudem widerspricht diese Arbeitsweise geltendem europäischem Recht (Richtlinie 89/686/EWG).